# Дашогузская женская колония
Дашогузская женская колония — женская колония DZ-K/8 в Дашогузе (Туркменистан), где находится свыше 2000 заключённых-женщин. Согласно данным ООН и международных правозащитных организаций, в этой колонии практикуются пытки, избиения, жестокое обращения, принудительный труд, а жестокие условия содержания также могут быть приравнены к пыткам.

## Географическое расположение и адрес
Дашогузская женская колония находится в Туркменистане, Дашогузском велаяте в городе Дашогузе по адресу: улица Гурбансолтан Эдже, 1.

## История колонии
Колония в городе Дашогузе (прежнее название — Ташауз) была построена на севере Туркменистана в советский период в 1970-е годы. После распада СССР инфраструктуру этой колонии власти независимого Туркменистана стали использовать для содержания женщин-заключённых. По неподтверждённым данным, в 2010 году в колонии Дашогуза были достроены новые здания. Размер колонии на настоящее время неизвестен, но в 2009—2010, имелись чёткие признаки того, что тюрьма переполнена. Изначальная ёмкость существующих зданий предназначена к содержанию не более чем 1000 заключённых (по некоторым сведениям — на 850 человек), однако фактическое число находящихся там людей значительно больше.

## Структура
На территории исправительной женской колонии в Дашогузе расположены изолированные друг от друга двух- и трёхэтажные корпуса, где содержатся осуждённые. Корпуса для приговорённых к общему, строгому, особому и тюремному режиму, а также корпус, где отбывают наказание бывшие сотрудницы военных и правоохранительных структур, расположены отдельно.
Колония делится на несколько «режимов», различающихся по степени охраняемости конкретного блока-отделения. Это разделение на заключённых на «режимы», общие для многих тюрем на территории республик бывшего СССР и унаследованные ими от советской тюремной системы, включают общий режим, усиленный режим, строгий режим и СИЗО.
Заключённые, содержащиеся в усиленном режиме (что означает максимальную охраняемость), находятся в 3-этажном блоке, вмещающем до 300 человек. Одноэтажное здание предназначено для содержания заключённых особого режима. Данная категория заключённых включает в себя осуждённых за особо тяжкие преступления и рецидивистов, и включает в себя до 150 человек. Также имеется корпус для лиц, осуждённых к тюремному режиму, где, по оценке ТИПЧ, содержится до 75 человек. Ещё около 15-20 заключённых находятся в одноэтажных кирпичных бараках для больных туберкулёзом. Примерно 10 человек отбывают наказание в специальном изоляционном блоке для бывших высокопоставленных, а теперь опальных или репрессированных заключённых, содержащихся под особым контролем.
Здания и зоны для прогулок для женщин, отбывающих наказание в разных режимных корпусах, разделены высокими заборами и исключают возможность даже зрительного контакта между ними. Общение между женщинами-заключёнными из разных корпусов или между заключёнными и администрацией колонии может осуществляться только через старших по корпусу, которых назначает администрация из числа женщин-заключённых, которых называют «гелин-эдже» («мамаша»).
Старшей в иерархии среди «гелин-эдже» считается та, которая отбывает наказание в корпусе с наиболее строгим режимом (тюремным). К ней заключённые из других корпусов могут обращаться только через своих «гелин-эдже» .
Согласно имеющейся информации, с осени 2009 года, заключённых, отбывающих наказание в общем режиме (с минимальной охраняемостью), были поделены на 6 отрядов. Каждый такой отряд может содержать 250—300 заключённых, имеется также отдельный отряд для инвалидов, тяжелобольных и пожилых заключённых. Доклад ТИПЧ оценивает число заключённых в общем режиме на начало 2011 года в 780 человек.

## Количество заключённых
Общее число заключённых в Дашогузской женской колонии начало расти в конце 1990-х и продолжает увеличиваться до сих пор. Весной 1997 года там находилось 223 женщин, в марте 1999 года их было уже около 500. В октябре 2004 года это число увеличилось до 2200, из которых 700 были амнистированы и освобождены через месяц. Тем не менее к 2005 году количество заключённых-женщин достигло 2400 женщин. В период с 2008—2009 года в колонии было в среднем 2300—2500 заключённых женщин, и данная цифра никогда не опускалась ниже 2000 человек даже после того, как многие заключённые были освобождены по амнистии.

## Заключённые-иностранки
По имеющимся сведениям, заключённые-иностранки в Дашогузской колонии содержатся в тех же условиях, что и местные гражданки, однако их количество неизвестно.

## Несовершеннолетние заключённые
По сообщению бывшей заключённой, в период 2006—2009 годов, несовершеннолетние в возрасте 14-18 лет содержались под надзором в отдельной небольшой зоне. Доклад ТИПЧ в 2011 году оценивал их число в 215 человек.

## Уголовные статьи осуждённых
Около трёх четвертей заключённых были осуждены к пребыванию в колонии за преступления, связанные с наркотиками, большинство остальных за хищения, растраты и кражи. Вместе с осуждёнными по уголовным статьям в колонии также находятся репрессированные женщины-противники властей и родственницы противников властей, в том числе из числа бывших высокопоставленных чиновниц, приговорённых по приказу властей по надуманным обвинениям к тюремному заключению.
В женской колонии Дашогуза в 2014 году находились по крайней мере десять женщин по статье о проституции. В действительности, по данным издания «Хроника Туркменистана», осуждённые женщины из Лебапского, Марыйского и Дашогузского велаятов не занимались проституцией, а были «вторыми жёнами». В конце 2013 года их приговорили к трём годам заключения. Наблюдатели связывают кампанию 2013 года по осуждению «вторых жён» с расширением и ужесточением борьбы властей за нравственность и семейные ценности.

## Коррупция
Дашогузская женская колония полностью пронизана коррупцией, практически все сотрудники администрации берут взятки, и каждая их «услуга» имеет определённую цену, в том числе на продукты питания, лекарства, разрешение на свидание, перевод на более лёгкую работу и т. п. Так, получить больничный лист на один день стоит 6 манатов, а неофициальное освобождение от работы обходится в несколько раз дороже. Использование комнаты для свидания стоит заключённому 12 манатов, а для свидания со всей семьёй цена возрастает до 100 долларов США. В Новый год цена одной бутылки водки возрастала до 40 манат, что для страны с низкими доходами населения составляет весьма значительную сумму.

## Условия проживания
Все жилые помещения в Дашгоузской колонии переполнены, из-за чего заключённые женщины спят не только на двухъярусных кроватях, но и на полу между ними. Иногда устанавливаются дополнительные военные палатки и в жаркое время года часть заключённых спит на улице.
Зимой, когда холодно, весь блок обогревают радиаторами, в летнее время стекла заменяют антимоскитными сетками. В начале 2010 года из-за переполненности жилых блоков часть заключённых перевели в здание швейной фабрики.
Заключённым женщинам официально разрешено пользоваться баней раз в неделю. Но за взятку 1-2 маната в новой валюте возможны дополнительные посещения бани.
По свидетельству очевидцев, системы вентиляции и отопления отсутствуют, вместо окон используются проёмы, затянутые полиэтиленом. Внутри помещений большая влажность и с потолков капает вода. Ни в одном из блоков не имеется достаточно простынёй, часть заключённых имеет для сна только матрац или одеяло.
Как сообщают источники turkmen.news, в апреле 2021 из колонии были похищены не менее 70 работающих кондиционеров (сплит-систем). Кондиционеры были украдены вместе с внешними блоками с бараков, где живут осуждённые женщины, и со зданий, в которых проживает обслуживающий персонал. Важно, что климатических условиях Туркменистана кондиционер — не роскошь, а необходимость, поскольку средняя температура июня и августа в Дашогузе — 35° C, а в июле — 37° C. Источник в управлении полиции Дашогузского велаята сообщил, что по делу проходят десять человек, все они являются сотрудниками колонии. Часть украденного оборудования уже найдена, но несколько похищенных кондиционеров злоумышленники уже успели продать. Расследование по этому делу продолжается.

## Разрешённая одежда
Заключённые в Дашогузской колонии должны быть одеты в чёрные робы с нашивкой, на которой должны быть обозначены ФИО и номер отряда, чёрные туфли и белые косынки, волосы заключённой должны быть полностью спрятаны под косынку. Такую одежду заключённые, как правило, шьют себе сами. Тёплая одежда выдаётся недостаточно, её выдавали лишь единственный раз — в январе 2008 года, когда администрация выдала заключённым, работавшим на улице, около 200 курток, что составило примерно четверть от необходимого количества. Но после этого исключительного случая тёплая одежда заключённым больше не выдавалась. Осенью 2021 года, когда из-за низкого давления газа отопительная система в колонии стала работать очень плохо и температура в помещениях сильно упала, администрация разрешила заключённым получать от родных зимние куртки, но только при условии, что они будут неярких цветов.

## Обыски
Обыск в помещениях проводится раз в неделю, все найденные запрещённые предметы конфисковываются. В число запрещённых наряду с другими вещами входят деньги и предметы, предположительно предназначенные для продажи, например, вязаные носки в количестве более чем 3 пары. Если у заключённой обнаружены и конфискованы деньги, она должна написать объяснение об их происхождении. Тотальный «шмон» проводится раз в году.

## Питание
В столовой колонии, рассчитанной на 850 человек, но где сидит в несколько раз больше заключённых, неизбежно не хватает мест на всех питающихся в столовой. Из-за этого на получение еды выстраиваются длинные очереди, часто вспыхивают потасовки.
Часть продуктов расхищается администрацией. Женщины-заключённые жалуются на скудный рацион питания в столовой колонии и просят родных привезти как можно больше продуктов. На завтрак дают четверть буханки чёрного хлеба (плохо пропечённого, «как глина», по свидетельству заключённых). Изредка заключённые получают консервированные солёные помидоры. Также подаётся каша из низкосортного зерна и хлеб. На ужин даётся каша пшеничная, иногда дают консервированную кильку с хлебом. Раз в неделю им могут дать гречневую кашу с тыквой, в остальные дни они получают похлёбку из сушёных баклажанов и помидоров с несколькими мелкими кусочками мяса или жира.
На территории колонии имеется магазин, принадлежащий, по мнению бывших заключённых, завхозу учреждения. В нём продаются продукты и товары первой необходимости, но цены там в три раза выше, чем на базаре.
В 2021 году питание заключённых было значительно ухудшено — расположенная внутри колонии пекарня стала выпекать 150—200 буханок хлеба вместо прежних 300—350. Также вдвое меньше нормы стало выделяться картофеля — 50 кг в день. Как сообщили корреспонденты «Хроники Туркменистана», администрация колонии попросила заключённых «с пониманием отнестись к временным трудностям из-за нехватки продуктов питания». Женщинам руководители колонии обещали не препятствовать в получении продовольственных передач от их родственников. Нехватку финансов один из сотрудников колонии объяснил тем, что Министерство обороны Туркменистана задерживает оплату за форму и бельё для военнослужащих, которую шьют женщины-заключённые в Дашогузской колонии. Он выразил надежду, что в течение 2-3 месяцев вопрос с финансами разрешится и ситуация с питанием в колонии улучшится.

## Передачи
Во время свиданий с родственниками заключённому разрешается передать до 25 кг продуктов питания. Но официально запрещается передавать в колонию
репу, кабачки, тыкву, баклажаны, хлопковое масло, картофель, крупы, кофе, макароны, маринады, любые продукты в стеклянной таре. Также запрещено передавать столовые приборы, мобильные телефоны, любую электронику, краску для волос, легковоспламеняющиеся вещества, электрокипятильники и спички.

## Медицинское обслуживание
По прибытии в колонию заключённые проходят двухнедельный карантин, также их проверяют на педикулёз и сифилис. Но заключённые в Дашогузской колонии не проверяются на наличие других заболеваний, включая ВИЧ / СПИД. Раз в году заключённые проходят флюорографию. Работают два врача и четыре медсестры. В случае необходимости в колонию вызываются гинеколог или стоматолог.
Медицинский пункт открыт с 9 утра до 6 вечера. Лекарств нет, поэтому пациенты вынуждены покупать их неофициально у врачей, просить лекарства и предметы личной гигиены у родственников запрещено. Лишь в редких случаях заключённым разрешается иметь инсулин и сердечные препараты.
Больные заключённые женщины получают дополнительно 200 г молока в день и 200 граммов маргарина каждые десять дней, что в два раза меньше, чем в 2007 году.

## ЭпидемияCOVID-19в Дашогузской колонии
В 2020 году в Дашогузской колонии произошла вспышка эпидемии COVID-19, сопровождавшаяся множеством смертельных случаев.

## Обращение с рожающими женщинами-заключёнными
Экстренные хирургические операции для осуждённых женщин и их роды проводятся в городской больнице в Дашогузе, куда заключённых отправляют под конвоем. Информация о том, как обращаются с осуждёнными роженицами, в различных источниках существенно разнится. По данным одних источников, родившая в колонии женщина находятся вместе с ребёнком в течение 12 месяцев со дня его рождения. Но по другим данным, во время транспортировки в больницу или родильный зал рожающая женщина прикована наручниками к двум солдатам, а во время родов её приковывают наручниками к кровати с обеих сторон. Сразу же после рождения ребёнка у неё отбирают и передают мужу или родственникам, если же таковых нет, то ребёнок должен остаться в больнице, а мать-заключённая возвращается под конвоем в колонию, где через один-два дня должна приступить к работе.

## Обычный распорядок дня
Обычный распорядок дня в колонии с понедельника по субботу:
6:00 Подьем (по воскресеньям, 08:00)
7:00 Построение
7:30 Завтрак
8:00 Начало работы
12:00-14:00 Построение и обед
17:00 Вечерняя поверка
18:00 Ужин
22:00 Отбой (по субботам, 23:00)
Воскресенье — выходной день

## Принудительный труд
Официально все здоровые заключённые должны работать. Для получения временного освобождения от работы надо заплатить взятку. Также также за взятку можно получить более лёгкую работу.
Заключённые в Дашогузской колонии работают на швейной фабрике, изготавливая погоны и постельное белья для армии Туркменистана, ткут ковры, занимаются вышивкой (национальные вышивки и кетени — национальная ручной работы шёлковая ткань, используемая при шитьё национальных костюмов). Также они работают на производстве кирпича на доменных печах кирпичного завода «Динамо», на огороде и по уходу за животными, на вторичном использовании кошм и изготовлении из неё грубых носков. Больных туберкулёзом, а также заключённых из блоков с усиленным и строгим режимами используют для обработки ковров — они их чешут прямо на земле, рядом с корпусами.
Работа в непроизводственной сфере (дворниками, уборщиками туалетов, бани, а также некоторые строительные специальности, работа в столовой), считается более лёгкой. Чтобы получить такую работу, требуется дать взятку администрации. Например, перевестись на работу в столовой стоит от 300 до 500 долларов США, на должность банщика — до 800 долларов США.
Три четверти от зарплат заключённых перечисляется в бюджет колонии, оставшаяся сумма выплачивается им после освобождения. Однако большую часть
причитающейся суммы зарплаты отнимает администрация колонии, заставляя заключённых подписывать документы о получении большего количества денег, чем им выдаётся в действительности.
Чесание и вторичная переработка ковров являются очень вредным для здоровья занятием из-за огромного количества волокон и микробов, попадающих в лёгкие. Но администрация колонии не выдаёт заключённым средств защиты кожи и дыхательных путей, не принимает никаких мер для защиты здоровья тех, кто осуществляет эту работу.

## Штрафной изолятор (ШИЗО)
Заключённых для наказания за какие-либо нарушения помещают в штрафной изолятор, представляющий собой отдельное помещение, огороженное забором, с 8 камерами. Размер каждой камеры составляет около 1,5 м х 2 м, с земляным полом. В одной такой камере могут быть размещены от 6 до 10 человек. Никаких кроватей там не имеется. Есть лишь небольшая скамейка, на которой можно только сидеть. Имеется оконный проём размером 50 х 50 см. В качестве туалета используется ведро. Питание даётся раз в день и состоит из баланды, то есть супа. Бараки ШИЗО недостаточно отапливаются. Постельное бельё в ШИЗО не выдаётся. Заключённым в ШИЗО запрещено носить куртки или пальто, из-за чего зимой, в холодное время, заключённые в ШИЗО заболевают лёгочными инфекциями. Летом температура в ШИЗО редко опускается ниже +30° C даже ночью, днём же температура почти всегда выше +40° C.

## Свободное время
Заключённые в Дашогубской колонии в свободное время имеют доступ к библиотеке, могут смотреть телевизор, заниматься рукоделием, а иногда им устраивают концерты. Празднование Нового года разрешено до 2 часов ночи, ёлка устанавливается во дворе и заключённые могут веселиться около неё. В колонии есть небольшая мечеть, доступ открыт для всех. Заключённые также могут читать официальную прессу, которая, впрочем, поступает нерегулярно. В колонии нет радио.

## Жестокое обращение и пытки
По сообщениям бывших заключённых Дашогузской колонии, там изнасилования и пытки широко практиковались в колонии до 2005 года. В ряде случаев избиения заключённых тюремными надзирателями привели к их смерти. В подобных случаях в свидетельствах о смерти указывались сфальсифицированные причины смерти, такие как цирроз печени, почечная и сердечная недостаточность.
После того как бывший президент Ниязов, в июле 2005 года на заседании Кабинета Министров Туркменистана признал наличие этих проблем, руководство
колонии поменялось. В отношении смерти одного из заключённых было возбуждено уголовное дело и виновные понесли наказание. После этого признания жестокого обращения заключённых случаи избиения женщин в колонии на какое-то время прекратились. Однако, по имеющейся информации, практика избиения заключённых возобновилась в 2009 году: в феврале 2009 года одна из заключённых, праздновавшая свой день рождения и уличённая в хранении мобильного телефона и спиртных напитков, была жестоко избита и до такой степени, что пролежала во внутренней больнице в течение нескольких дней. После чего её унесли в ШИЗО, поскольку из-за перенесённых побоев она не могла ходить самостоятельно. По сообщению заключённых, начальник колонии Х.Гелдиев и его заместитель приняли личное участие в избиении женщины.
Гелдиев был отстранён от занимаемой должности в конце 2009 года, но не за избиение заключённой, а за взяточничество.
В случаях попытки самоубийства одной заключённой всех других подвергают коллективному наказанию, заставляя стоять на улице 3-4 часа вне зависимости от погоды.

## Унизительное обращение
По рассказу бывшей заключённой собеседнице «Мемориала», при переезде из старой колонии в новую в 2013 году под предлогом дезинфекционных мероприятий осуждённых женщин в течение пяти часов продержали раздетыми догола. Их осматривала специальная комиссия, члены которой делали издевательские замечания в их адрес и угрожали им изнасилованием. Бывшие заключённые Дашогузской колонии характеризуют обращение администрации с ними как крайне унизительное на каждом шагу в течение всего срока отбывания наказания.

## Изнасилования и попытки изнасилования женщин-заключённых
По словам бывших заключённых, изнасилования женщин широко практиковались в колонии до 2005 года. Бывший президент Ниязов на заседании Кабинете Министров Туркменистана в июле 2005 года признал наличие фактов изнасилований в Дашогузской колонии, после чего руководство колонии было заменено, двое сотрудников были осуждены за изнасилование несовершеннолетних заключённых, а мужской персонал колонии заменили на женский, за исключением наружной охраны, состоящей из солдат срочной службы.
Как сообщают корреспонденты «Хроники Туркменистана», прокуратура Дашогузского велаята возбудила уголовные дела против трёх служащих женской колонии DZ-K/8, пытавшихся в ночь на Новый 2021 год изнасиловать заключённую. В ночь на 1 января 2021 года трое мужчин-сотрудников колонии обратились к дежурившей у входа в зону сотруднице, с просьбой вывести одну из заключённых, назвав её номер, имя и фамилию под предлогом, что якобы что-то случилось в рабочем цеху и им нужны её объяснения.
Неясно, догадывалась ли служащая о цели коллег-мужчин, но женщину она вывела и передала в руки служащих, которые затем повели её не в цех, а в банно-прачечное отделение, где попытались изнасиловать. Крики женщины о помощи услышали часовые на вышках и сообщили дежурному. В зону направили группу быстрого реагирования, которая обнаружила троих сотрудников колонии и женщину в изодранной одежде и со ссадинами на теле. Сотрудников задержали, а женщину отправили в санчасть. Дело о попытке изнасилования заключённой передано в прокуратуру.
Источники «Хроники Туркменистана» сообщили, что случаи домогательств в колонии случались и ранее. В мае 2019 года женщину, просившую свидания с родственниками, сотрудники колонии склоняли к сексу, обещая предоставить взамен свидание на двое суток вместо положенных одних.

## Обращение с «врагами народа»
Заключённые женщины из числа родственниц приговорённых «врагов народа» или бывших высокопоставленных государственных чиновников, репрессированных по приказу президента Туркменистана, содержатся в отдельном изолированном блоке, который находится под особым контролем. Этот блок состоит из ряда одноместных камер, отделённых друг от друга двумя рядами колючей проволоки. Среди «врагов народа» находится и бывший генеральный прокурор страны Курбанбиби Атаджанова, переведённая в колонию в декабре 2006 года и бывший вице-премьер-министр и министр культуры Энебай Атаева, арестованная в 2007 году. По иронии судьбы, а возможно, из-за издевательской насмешки своих могущественных врагов, Атаджанова попала в ту самую колонию, которую она проверяла в качестве всесильного генерального прокурора тремя месяцами до своего ареста и условия в которой она тогда назвала «курортом». Атаджанова находится в колонии вместе с дочерью, которую администрация держит отдельно от неё в другом изолированном блоке. Вместе с ними в Дашогузскую колонию также были помещены Гузель Атаева, жена бывшего спикера парламента Овезгельды Атаева, арестованная вместе со своим мужем в декабре 2006 года и Майя Гелдиева, сестра Энебай Атаевой, арестованная в 2002 году по обвинению хищении 40 миллионов долларов США из Центрального банка Туркменистана и в 2007 году переведённая в новый изолированный барак на территории колонии.
Заключённым в блоке «врагов народа» запрещено разговаривать друг с другом, а остальным заключённым запрещено приближаться к решётке под угрозой жестокого наказания: когда одна из заключённых во время прогулки через решётку поговорила с Атаджановой, которая спрашивала, как связать свитер с рисунком, за это её избили и на 15 суток поместили в карцер.
В июле 2008 года заключённая Гузель Атаева, не выдержав жестоких условий содержания, совершила попытку самоубийства, после чего режим её содержания был несколько ослаблен.

## Свидания с родственниками
Согласно законодательству Туркменистана, заключённые общего режима могут иметь 12 краткосрочных (на один час, однако на практике такое свидание ограничивается 30 минутами) и 6 продолжительных (на один день) свиданий в год.
Краткосрочные встречи проходят в двух смежных комнатах два на три метра каждая, где стеклянная стена разделяет посетителей и заключённых. Общение происходит через двухслойное сетчатое окно в стене размером полметра на метр. Из-за большого числа посетителей в комнате для свиданий может находиться одновременно до 8 заключённых. С каждой стороны стоят по три стула, на которых люди сидят по очереди. В комнате свиданий очень шумно, и, чтобы услышать что-нибудь, нужно максимально близко приникнуть к зарешеченному проёму.
По установленным правилам, для удлинённых свиданий каждой семье должно выделяться по отдельной комнате, но с 2005 года из-за перенаселённости тюрьмы стали размещать по две семьи в комнате. Отдельную комнату можно получить только за взятку, а с 2008 года обычной практикой является размещать по 3-4 семьи в каждой комнате.
С 9 марта 2009 года однодневные визиты стали разрешаться только супругам заключённых и детям до 7 лет. Другие родственники могли только поговорить с заключёнными 15-20 минут через зарешеченный проём, причём на такое свидание запрещено приводить детей. Однако с сентября 2009 года однодневные свидания с родственниками снова были разрешены.

## Амнистии
Судя по опубликованным в туркменских СМИ спискам, менее 100 женщин были освобождены по амнистии в феврале и сентябре 2009 года, ещё около 100 были
амнистированы в феврале 2010 года. Это число значительно ниже, чем 1100 женщин, амнистированных и освобождённых осенью 2007 года. После каждой амнистии количество заключённых в колонии быстро восполняется за счёт вновь прибывших осуждённых.
В последующие годы число амнистированных снизилось многократно: в списки заключённых, помилованных 22 апреля 2022 года президентом Туркменистана в честь Gadyr gijesi (Ночи всемогущества), вошли всего 17 женщин, содержавшихся в единственной в Туркменистане женской колонии, сообщил источник в правоохранительных органах. Этот источник сообщил, что все 17 женщин, вышедшие 22 апреля из Дашогузской колонии, на момент освобождения являлись тяжело больными.

## Доклад Норвежского Хельсинкского комитета
Согласно доклада Норвежского Хельсинкского комитета, составленного в 2011 году, условия содержания и обращение с заключёнными в тюрьмах Туркменистана в целом и в Дашогузской женской колонии в частности, не соответствуют международным стандартам. Последняя международная гуманитарная организация, осуществлявшая деятельность в Туркменистане, «Врачи без границ», была вынуждена закрыть свою миссию в стране в апреле 2010 года из-за непреодолимых трудностей в сотрудничестве с правительством Туркменистана. Для защиты прав заключённых в тюрьмах Туркменистана является большим препятствием тот факт, что из-за репрессивной политики властей Туркменистана практически невозможно осуществить мониторинг положения в тюрьмах стране, а внутри Туркменистана нет ни одной серьёзной независимой от властей и действующей открыто правозащитной организации. Из-за угрозы репрессий властей туркменские активисты-правозащитники не могут самостоятельно представить отчёт о ситуации в тюрьмах страны по соображениям личной безопасности..

## Рекомендации Норвежского Хельсинкского комитета
Авторы доклада высказали несколько рекомендаций правительству Туркменистана.
- Разрешить посещение Туркменистана независимыми правозащитным организациями и дать им возможность свободно изучить текущую ситуацию в местах заключения и в общем стране;
- Разрешить местным неправительственным организациям в Туркменистане осуществлять мониторинг без угрозы репрессий со стороны властей;
- Начать независимое расследование условий содержания заключённых в тюрьмах Туркменистана, принять серьёзные меры для улучшения условий жизни в местах заключения, искоренить там коррупцию, прекратить избиения и все другие форм пыток;
- Освободить политических заключённых и пересмотреть дела, по которым заключённые приговаривались на основе ложных свидетельств и нарушения справедливых судебных процедур;
- Предпринять всеобъемлющую реформу тюремной системы, чтобы привести обращение с заключёнными в соответствие с международными общими принципами прав человека и минимальными правилами обращения с заключёнными по стандартам ООН, в частности;
- Пригласить в страну международных экспертов по правам человека, обладающих особым опытом проведения тюремных реформ с тем, чтобы помочь сформулировать план реформ и помочь в их реализации.

Что касается международного сообщества, Норвежский Хельсинкский комитет рекомендовал:
- Требовать от правительства Туркменистана соблюдать взятые на себя обязательства по правам человека, поднимая эту тему всякий раз во взаимодействии с туркменским правительством;
- Оказывать постоянное давление на правительство Туркменистана для внедрения в стране специальных процедур ООН;
- Оказывать постоянное давление на правительство Туркменистана с целью разрешать посещать страну независимыми группами по мониторингу прав человека, включая специальные миссии для изучения условий содержания в тюрьмах[1][6].